# Hellhammer (zespół muzyczny)
Hellhammer – szwajcarski zespół extrememetalowy, działający w latach 1982-1984 w Nürensdorf koło Zurychu. 
Formacja powstała w maju 1982, początkowo pod nazwą Hammerhead, wkrótce zmienioną na Hellhammer. Założyli ją gitarzysta i wokalista Tom G. Warrior (właśc. Thomas Gabriel Fischer) oraz basista i wokalista Steve Warrior (Urs Sprenger), którzy wcześniej współtworzyli grupę Grave Hill. Dołączył do nich perkusista Bruce Day (Jörg Neubart). 
Inspiracjami muzycznymi były dla muzyków brytyjskie zespoły Motörhead i Venom, a także formacje punkowe, m.in. Discharge, które tworzyły ówcześnie muzykę najbrutalniejszą, najbardziej radykalną. Hellhammer zamierzał połączyć szybkość i drapieżność brzmienia punk rocka ze stylistyką heavymetalową.

Dwie pierwsze kasety demo, wydane odpowiednio w czerwcu i lipcu 1983 Death Fiend oraz Triumph of Death powstały podczas jednej sesji nagraniowej (10-11 czerwca, Grave Hill Bunker). Niektóre utwory pojawiają się na obu demach. Nagrania spotkały się z niechęcią lokalnego środowiska heavymetalowego, nieprzygotowanego na tak radykalny przekaz muzyczny. 
Czuliśmy się jak banda wyrzutków. Czuliśmy, że jako jedyni podążamy innym schematem, szukamy innego horyzontu. Wszyscy nas odrzucali. Zespoły takie jak Slayer, Metallica, Exodus albo jeszcze nie powstały, albo znajdowały się dopiero w fazie nagrań demo. Scena metalowa była bardzo szeroka, ale nie było sceny ekstremalnie metalowej.
Surowe brzmienie, prostota i brutalność, ponura, diaboliczna atmosfera wyzierająca z nagrań, teksty krążące wokół tematyki śmierci – to wszystko raziło gusta środowiska przyzwyczajonego do łagodniejszego oblicza muzyki heavymetalowej (na szwajcarskim podwórku dużą popularnością cieszył się wówczas Krokus). Skutkiem ostracyzmu środowisko było też to, że zespół przez całe swoje istnienie w ogóle nie zagrał koncertów.    
Członkowie Hellhammera nagrali swoją trzecią kasetę demo (Satanic Rites, grudzień 1983) i nie zrażeni niepowodzeniami wysłali kasety do wszystkich liczących się wytwórni płytowych w Europie zajmujących się metalem. Odpowiedziała jedna, Noise Records z Berlina, proponując wydanie minialbumu. Przed nagraniami doszło do zmian w składzie: Steve'a Warriora zastąpił niespełna 16-letni basista Martin Eric Ain (właśc. Martin Erich Stricker). Nagrań i realizacji dźwięku dokonano między 2 a 7 marca 1984. EP-ka Apocalyptic Raids ukazała się na rynku w kwietniu 1984. Zawierała cztery utwory i była jedyną oficjalną płytą wydaną w okresie działalności zespołu. Okładka przedstawia "Śmierć Tronującą", ilustrację wykonaną przez Toma G. Warriora.  
Grupa planowała na połowę 1984 roku wydanie albumu długogrającego zatytułowanego To Mega Therion. Rozpadła się jednak przed zakończeniem pisania piosenek na płytę, zaledwie trzy miesiące po nagraniu Apocalyptic Raids. Tom Warrior i Martin Ain nie chcieli swoich nowych pomysłów firmować szyldem, który nie dawał nadziei na wyjście z undergroundu. Dlatego natychmiast po rozwiązaniu Hellhammera utworzyli nowy projekt o nazwie Celtic Frost. Pierwszy album studyjny nowej formacji opatrzyli tytułem To Mega Therion. Z czasem również Celtic Frost okazał się projektem ważnym dla rozwoju muzyki ekstremalnej. Pod względem muzycznym jest to kontynuacja kierunku wyznaczonego przez Hellhammer. W świadomości fanów latami funkcjonowała nawet opinia, że to ten sam zespół, który zmienił jedynie nazwę. 
Hellhammer był krytykowany za surowość brzmienia instrumentów i wokalu, niedbałą, "brudną" aranżację dźwięku, a także prostotę samych kompozycji. Dopiero po latach ten sposób tworzenia i nagrywania muzyki oceniono jako atut, stał się on nawet wzorem i wyznacznikiem stylu dla tak zwanej drugiej fali black metalu (lata dziewięćdziesiąte). Do inspiracji muzyką Szwajcarów przyznawali się m.in. członkowie norweskich zespołów Mayhem i Emperor.   
Obecnie Hellhammer zaliczany jest do pierwszej fali black metalu, wraz z grupami Venom, Bathory i Sodom (z wczesnego okresu twórczości). Uważany jest też za pionierski w innych gatunkach: speed metal, death metal, doom metal oraz thrash metal, określanych wspólnym mianem extreme metalu.

## Muzycy[11]
Ostatni skład zespołu
- Tom G. Warrior "Satanic Slaughter" (właśc. Thomas Gabriel Fischer) – gitara, wokal
- Martin E. Ain "Slayed Necros" (właśc. Martin Erich Stricker, zm. 2017) – gitara basowa
- Bruce Day "Denial Fiend" (właśc. Jörg Neubart) – perkusja

Byli członkowie zespołu
- Steve "Savage Damage" Warrior (właśc. Urs Sprenger) – gitara basowa, wokal (1982-1983)
- Pete Stratton (właśc. Peter Ebneter) – perkusja (1982)
- Mike Owens "Grim Decapitator" (właśc. Michael Baum) – gitara basowa (1983)
- Steve Priestley "Evoked Damnator" (właśc. Stephen Gasser) – gitara basowa (1983), perkusja (1983)
- Vince Caretti "Dei Infernal" (właśc. Oliver Amberg) – gitara (1984)

## Dyskografia
Dema
- Rehearsal '82 (1982)
- Death Fiend (1983)
- Triumph of Death (1983)
- Satanic Rites (1983)

Minialbumy
- Apocalyptic Raids (1984)
- Apocalyptic Raids 1990 A.D. (1990)

Kompilacje
- Death Metal (1984), wraz z Helloween, Running Wild i Dark Avenger